# ゴールド・アゲインスト・ザ・ソウル
『ゴールド・アゲインスト・ザ・ソウル』（Gold Against the Soul）はウェールズのロックバンド、マニック・ストリート・プリーチャーズが1993年に発表した2作目のスタジオ・アルバム。

## 収録曲
1. スリープフラワー(嘆きの天使)
2. 絶望の果て
3. 哀しみは永遠に消え去らない
4. ユアセルフ
5. 失われた夢
6. ドラッグ・ドラッグ・ドラッギー
7. ローゼズ・イン・ザ・ホスピタル〜囚われた快楽
8. ノスタルジック・パスヘッド（死の奴隷）
9. 犠牲者の叫び
10. ゴールド・アゲンスト・ザ・ソウル

| スタブアイコン | サブスタブ | この項目は、まだ閲覧者の調べものの参照としては役立たない、アルバムに関連した書きかけの項目です。この項目を加筆・訂正などしてくださる協力者を求めています（P:音楽/PJ:アルバム）。 |